# The Clutch
The Clutch är ett amerikanskt produktions- och låtskrivarteam. Gruppen består av Candice Clotiel "Gg" Nelson, Ezekiel L "(E)Zeke" Lewis, Patrick Michael "J. Que" Smith, Balewa Muhammad och Keri Lynn Hilson. De har skrivit låtar åt bland annat Hilson, Ciara, Omarion, Timbaland, Britney Spears och Raven-Symone.